# Stuhlherr
Der Stuhlherr war im Spätmittelalter der Gerichtsherr. Der Begriff begegnet vor allem bei den Frei- oder Femegerichten. Hier war er der Inhaber des sogenannten „Freistuhls“ und setzte den Freigrafen ein. Oberster Lehnsherr aller Freigerichte war der Deutsche König. Grundsätzlich verlieh er die einzelnen Freigrafschaften an die Stuhlherren. 
Oberster Stuhlherr war als Vertreter des Königs ab 1422 der jeweilige Erzbischof von Köln. 
Prinzipiell konnte jeder, der eine hoheitliche Funktion besaß, Stuhlherr sein. Ein Stuhlherr konnte mehrere Freistühle besitzen. Die Erwerbung erfolgte durch Vererbung oder durch Kauf. Die Stuhlherren hatten die Freigrafen dem König beziehungsweise dem Erzbischof von Köln zu präsentieren. Ohne die ausdrückliche Zustimmung des Stuhlherrn konnte ein anderer Freigraf niemals anstelle des gesetzten Freigrafen Urteile fällen, wenn dieser zum Beispiel durch Krankheit an der Ausübung seines Amtes verhindert war. Der Stuhlherr erhielt einen Teil der Gerichtsgebühren. Wichtiger für ihn war aber die Herrschaft, die er mit seinem Gericht über diejenigen ausüben oder ausbauen konnte, die seinem Gericht unterworfen waren.